# Тірапорн Саенгано
Тірапорн Саенгано (тай. ธีระพร•แสงอโน; 3 листопада 1962) — таїландський боксер, чемпіон Азійських ігор.

## Аматорська кар'єра
На Азійських іграх 1982 в найлегшій вазі здобув три перемоги та став переможцем.
На Кубку світу 1983 в легшій вазі здобув дві перемоги, а у фіналі програв Мауріціо Стекка (Італія).
На Олімпійські ігри 1984 в найлегшій вазі програв в першому бою Реджепу Реджеповському (Югославія).